# Dosificación (concreto)
La dosificación implica establecer las proporciones apropiadas de los materiales que componen el hormigón, a fin de obtener la resistencia y durabilidad requeridas, o bien, para obtener un acabado o adherencia correctos. Generalmente expresado en gramos por centímetro cúbico (g/cm^3).

## Métodos
Dada la complejidad del problema se han desarrollado numerosos métodos de dosificación.

### Relación agua cemento
Todos los métodos de dosificación destacan la importancia de la relación entre las proporciones de agua y cemento. Ambos materiales forman una pasta que, al endurecer, actúa como aglomerante, manteniendo unidos los granos de los agregados. Mientras mayor sea la dosis de agua el concreto será más trabajable, sin embargo, esto disminuye su resistencia y durabilidad.

### Manejabilidad de la mezcla
Una mezcla trabajable es aquella que puede colocarse sin dificultad y que con los métodos de compactación disponibles permite obtener concretos densos. Al mismo tiempo la mezcla debe tener suficiente mortero para envolver completamente la roca y las armaduras y obtener superficies lisas sin nichos de rocas ni porosidades. En otras palabras, debe llenar completamente los huecos entre las rocas y asegurar una mezcla plástica y uniforme. Una mezcla trabajable para un tipo de elemento puede ser muy dura para otro. Por ello el hormigón que se coloca en elementos delgados o con mucha armadura debe ser más plástico que el de construcción masiva.

### Tabla de proporciones
En esta tabla se muestra las porciones de materiales necesarios para preparar hormigones resistentes.
El agua, arena y grava, se miden en baldes, que equivalen a 19 L.
(Para calcular el volumen de cemento a usar considérese que la densidad del cemento es variable. Si el cemento tuviera una densidad aparente de 1.1, entonces 42 kg. equivaldrían a unos 35 litros en volumen. Téngase en cuenta que este volumen no se suma al del resto en su totalidad, habida cuenta de que se realiza una mezcla con absorción de agua y reacciones químicas).
| obras                  | resistencia | cemento (kilogramos) | arena (tobos) | grava (tobos) | agua (tobos) | volumen (litros) |
| ---------------------- | ----------- | -------------------- | ------------- | ------------- | ------------ | ---------------- |
| muros y plantillas     | 100 kg/cm²  | 42 kg                | 6             | 8             | 2            | 180 L            |
| vigas                  | 150 kg/cm²  | 42 kg                | 5.25          | 7.5           | 1.75         | 165 L            |
| zapatas (emparrilados) | 200 kg/cm²  | 42 kg                | 4.5           | 6             | 1.5          | 145 L            |
| columnas y techos      | 250 kg/cm²  | 42 kg                | 2.75          | 5.5           | 1.25         | 130 L            |
| alta resistencia       | 300 kg/cm²  | 42 kg                | 2             | 4             | 1            | 112 L            |

- Datos: Q5813824